# Oliver Kahn
Oliver Rolf „Oli“ Kahn (* 15. Juni 1969 in Karlsruhe) ist ein ehemaliger deutscher Fußballtorwart und Fußballfunktionär.
Er begann beim Karlsruher SC mit dem Fußball, wurde dort Profi und wechselte 1994 als 25-Jähriger zum FC Bayern München, mit dem er in 14 Jahren zahlreiche Titel gewann, darunter 2001 die Champions League sowie den Weltpokal. Er wurde dreimal zum IFFHS-Welttorhüter des Jahres gewählt und erhielt 2002 als erster und bisher einziger Torhüter den Goldenen Ball für den besten Spieler der Weltmeisterschaft. Von 1995 bis 2006 stand er bei 86 Länderspielen im Tor der deutschen Nationalmannschaft, wurde mit ihr 1996 Europameister und 2002 Vizeweltmeister.
Von 2008 bis 2020 war Kahn als Fußballexperte beim ZDF zu sehen, außerdem war er als Unternehmer tätig. Von Januar 2020 bis Mai 2023 war Kahn Mitglied im Vorstand der FC Bayern München AG. Am 1. Juli 2021 trat er die Nachfolge von Karl-Heinz Rummenigge als Vorstandsvorsitzender an. Am Abend vor dem letzten Spiel der Saison 2022/23 wurde er mit sofortiger Wirkung von seinen Aufgaben entbunden.

## Ausbildung und Familie
Oliver Kahn ist der jüngere Sohn des in Lettland geborenen Deutsch-Balten und ehemaligen Karlsruher Bundesliga-Fußballspielers Rolf Kahn. Oliver Kahns älterer Bruder Axel ist ebenfalls ehemaliger Karlsruher Profi-Fußballspieler.
Oliver Kahn legte 1988 sein Abitur am Helmholtz-Gymnasium in Karlsruhe ab und begann Wirtschaftswissenschaften an der Fernuniversität in Hagen zu studieren, schloss jedoch nur das Grundstudium ab. Von 2009 bis einschließlich 2011 belegte er an der Privatuniversität Schloss Seeburg den Studiengang General Management mit Nebenfach Sportmanagement, den er mit dem akademischen Grad Master of Business Administration abschloss.
Im Juni 1999 heiratete Kahn seine langjährige Freundin Simone Belz. Mit ihr hat er zwei Kinder (* 1998 und * 2003). Von 2003 bis 2008 folgte eine Liaison mit der späteren Moderatorin Verena Kerth. 2008 kehrte Kahn in die Ehe zurück, 2009 teilte er die Trennung mit. Am 8. Juli 2011 heiratete er das Model Svenja Kögel, mit dem er zwei Kinder (* 2011 und * 2016) hat.

## Karriere als Spieler

### Im Verein
Als Kahn im Alter von sechs Jahren mit dem Fußballspielen begann, war er zunächst Feldspieler, doch schon bald wechselte er ins Tor. Anlass hierfür war eigenen Aussagen zufolge eine Torwartuniform der „Sepp-Maier-Edition“, die er von seinem Großvater zum Geburtstag bekommen hatte. Sein erster Verein war der Karlsruher SC, wo schon Kahns Vater Rolf von 1963 bis 1965 in der Fußball-Bundesliga gespielt hatte. Auch sein Bruder Axel brachte es für den KSC auf mehrere Spiele im Profifußball. Auf der Torhüterposition durchlief er den Jugendbereich und spielte anschließend in der Amateurmannschaft des Vereins. In der Saison 1987/88 saß er dann zum ersten Mal bei den Profis auf der Ersatzbank und hatte am 27. November 1987 in Köln sein Bundesligadebüt. Im November 1990 hatte er sich in der Bundesligamannschaft des KSC einen Stammplatz erarbeitet und löste Alexander Famulla ab. Er spielte bis zu seinem Wechsel als unangefochtene Nummer eins im KSC-Tor. Der KSC unter Trainer Winfried Schäfer erreichte in den Jahren 1993 und 1994 jeweils Platz 6 und damit seine bisher beste Platzierung in der Bundesliga. Kahn stand auch beim Wunder vom Wildpark 1993 im Tor, als der KSC den FC Valencia in einem UEFA-Pokal-Spiel mit 7:0 schlug.

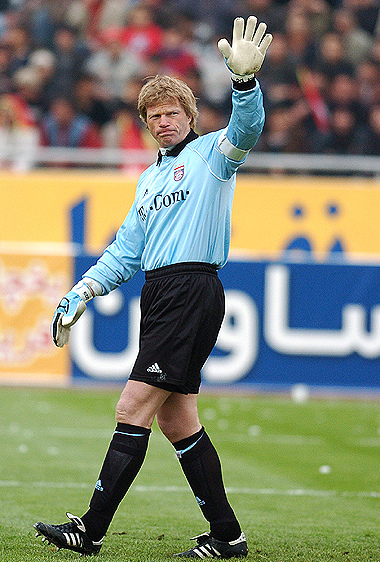
Oliver Kahn bei einem Spiel des FC Bayern München (2006)

Für 4,6 Millionen Deutsche Mark (rund 2,4 Millionen Euro) wechselte er 1994 als Nachfolger von Raimond Aumann zum FC Bayern München. So viel war bis dahin nie für einen Bundesliga-Torhüter gezahlt worden. Während seiner Zeit beim FC Bayern gewann er den UEFA-Pokal, acht deutsche Meisterschaften, sechs Ligapokale, sechs DFB-Pokale sowie die UEFA Champions League und den Weltpokal. Den DFB-Pokal gewann nur Bastian Schweinsteiger häufiger als Kahn.
Während seiner Vereinskarriere wurde Kahn des Öfteren von gegnerischen Fans mit Bananen beworfen, um ihn wegen seiner angeblichen Ähnlichkeit mit einem Gorilla zu verspotten. In der Saison 2000/01 kam es am 34. Spieltag (19. Mai 2001) im Spiel gegen den Hamburger SV deshalb zu einem bemerkenswerten Ereignis im Fernduell um die deutsche Meisterschaft mit Schalke 04. Die Partie wurde aufgrund der Bananenwürfe und der daraus resultierenden Aufräumarbeiten verspätet angepfiffen. Patrik Andersson verwandelte in der 94. Minute einen indirekten Freistoß zum 1:1-Endstand, durch den die deutsche Meisterschaft vor dem sich bereits als Meister wähnenden FC Schalke 04 gesichert wurde.
Am ersten Spieltag der Saison 2006/07 bestritt Kahn gegen Borussia Dortmund sein 500. Bundesligaspiel, am 5. Dezember 2006 gegen Inter Mailand sein 100. Champions-League-Spiel.
Am 2. September 2007 löste er bei der Partie gegen den Hamburger SV Eike Immel als Rekord-Torhüter mit seinem 535. Bundesligaspiel ab. In der Saison 2001/02 erreichte er unter den Torhütern den Rekord für die Saison mit den meisten Bundesligaspieleinsätzen ohne Gegentor (19 Spiele) und wurde erst 13 Jahre später von Manuel Neuer mit 20 gegentorlosen Bundesligapartien übertroffen. Sein Rekord von 204 Spielen ohne Gegentor wurde 2021 ebenfalls von Neuer überboten.

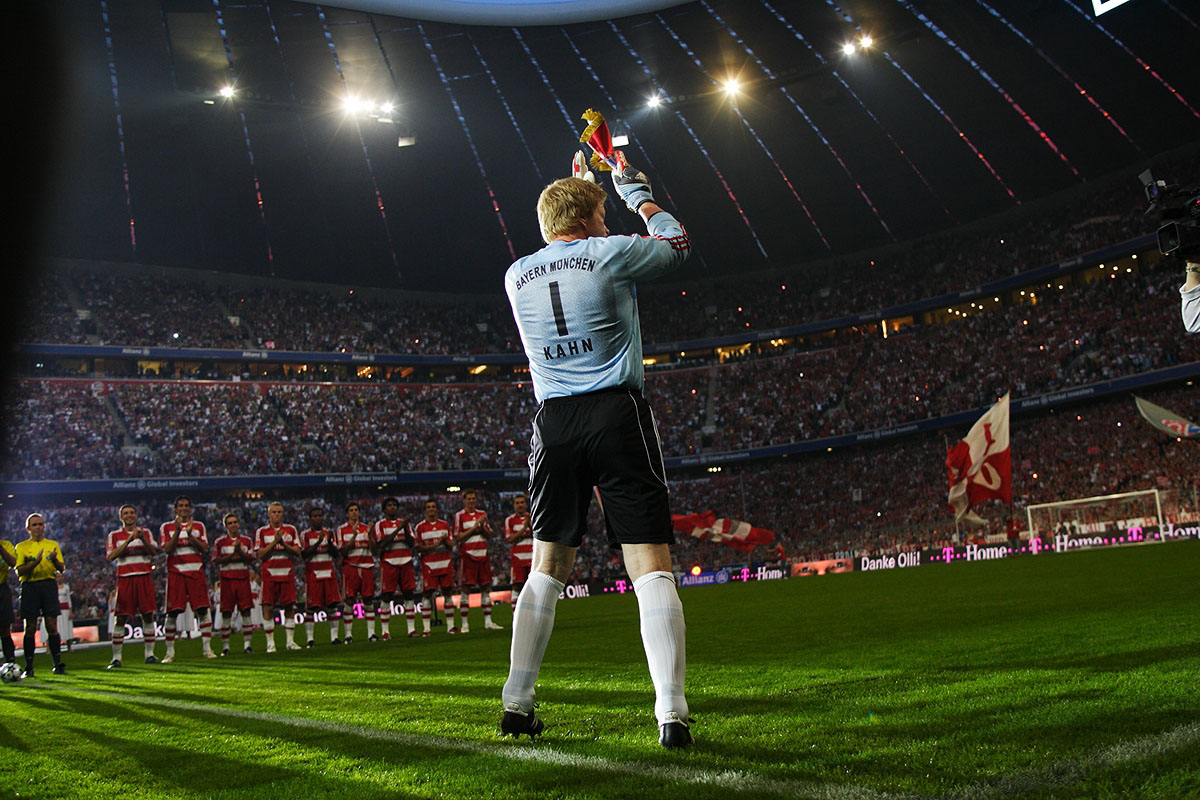
Kahn bei seinem Abschiedsspiel in der Münchner Allianz Arena (2008)

Sein letztes Pflichtspiel bestritt Kahn am 17. Mai 2008, dem letzten Spieltag der Bundesliga-Saison 2007/08, als er im Heimspiel gegen Hertha BSC in der 89. Minute vom Platz ging und durch seinen Nachfolger Michael Rensing ersetzt wurde. München gewann das Spiel, Kahns 557. in der Bundesliga, mit 4:1 und stellte mit nur 21 erhaltenen Gegentoren einen neuen Bundesligarekord auf. Das letzte Pflichtspieltor gegen Kahn erzielte dabei Waleri Domowtschijski. Der FC Bayern begab sich dann noch auf eine Asien-Reise, bei der Kahn am 27. Mai 2008 im indischen Kalkutta gegen den Mohun Bagan AC vor rund 120.000 Zuschauern nach 14 Jahren im Bayern-Tor sein letztes reguläres Spiel für den FC Bayern bestritt. Das Spiel gewann Bayern mit 3:0 und Kahn bekam von den Gastgebern unter anderem einen Motorroller geschenkt. Ein Abschiedsspiel für Kahn fand dann am 2. September 2008 in der Allianz Arena zwischen dem FC Bayern München und der deutschen Nationalmannschaft statt. Vor dem Spiel wurde er zum Ehrenspielführer des FC Bayern München ernannt. Kahn wurde in der 75. Minute von Michael Rensing abgelöst und das Spiel wurde kurzzeitig unterbrochen, um Kahn zu verabschieden. Das Spiel endete 1:1.

#### Wechselgerüchte
Mehrmals hatte Manchester United unter der Leitung von Trainerlegende Sir Alex Ferguson Interesse an einem Transfer. Am konkretesten wurden die Wechselambitionen im Sommer 2003. Die Engländer suchten eine bessere Alternative zum französischen Nationaltorhüter Fabien Barthez. Auch beim FC Arsenal fahndete Arsène Wenger nach einem Nachfolger für den 40-jährigen David Seaman. Kahn deutete an, dass ihn ein Wechsel ins Ausland gereizt habe. Nach seinem Karriereende gab er an, dass er es bereue, diese Möglichkeit nicht angenommen zu haben. Damals sei es ihm aber wichtig gewesen, in München eine Ära zu prägen.

### In der Nationalmannschaft

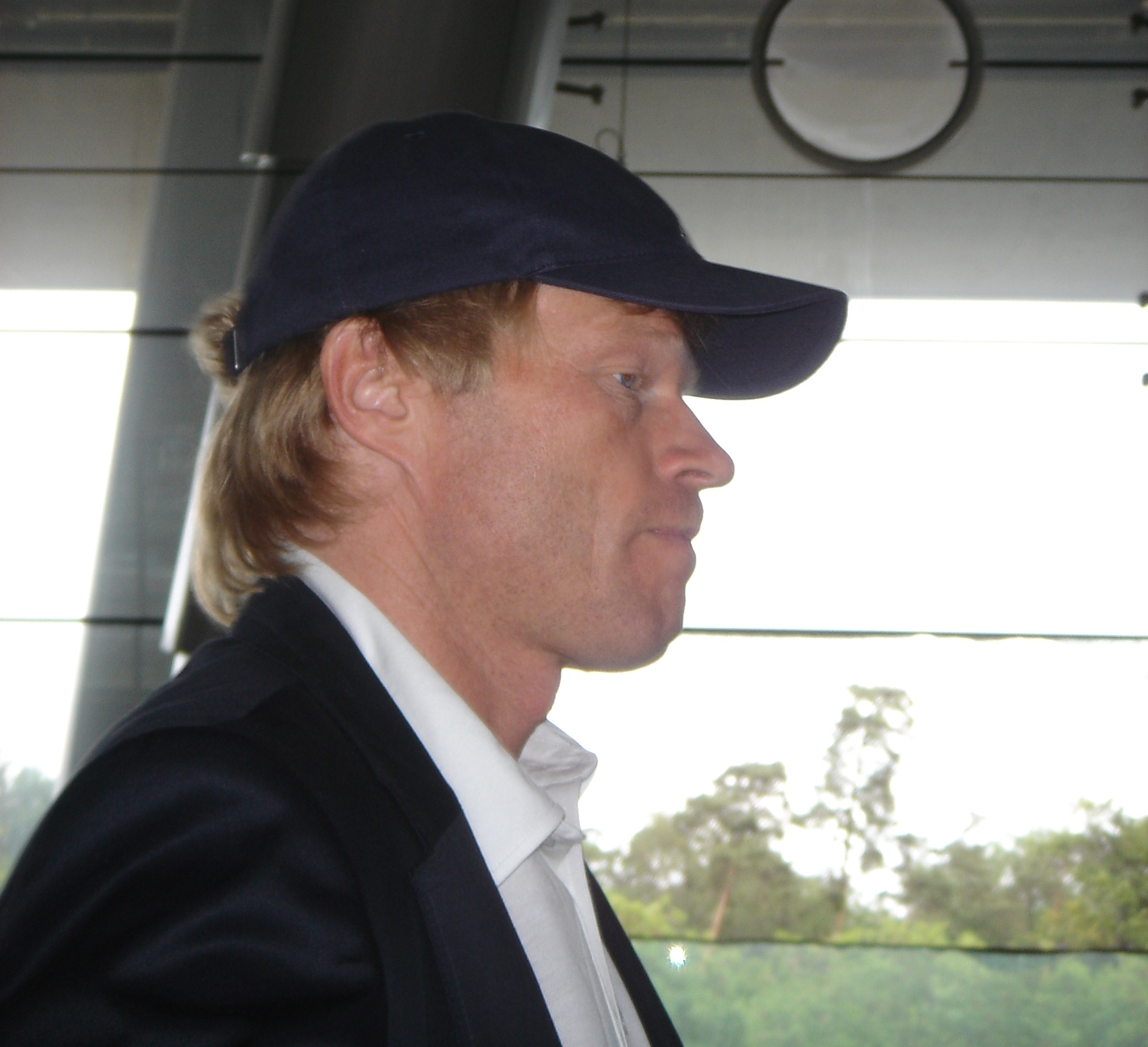
Kahn beim Konföderationen-Pokal (2005)

Erstmals in die Nationalelf berufen wurde Kahn im Herbst 1993, ohne jedoch zum Einsatz zu kommen. An der Weltmeisterschaft 1994 in den USA nahm er als dritter Torwart teil.
Sein Debüt im DFB-Team gab Kahn am 23. Juni 1995 beim 2:1-Sieg in Bern gegen die Schweiz. 1996 wurde er als Reservetorwart hinter Andreas Köpke Europameister in England. Als zweiter Torwart nahm er außerdem an der Weltmeisterschaft 1998 in Frankreich teil. Als Köpke nach dem Turnier aus der Nationalmannschaft zurückgetreten war, stieg Kahn zum Stammtorwart auf. Am 26. Januar 2002 übernahm er außerdem die Funktion des Kapitäns der deutschen Nationalmannschaft von Oliver Bierhoff.
Auch mit der Nationalmannschaft konnte Kahn Erfolge verbuchen, beispielsweise bei der Weltmeisterschaft 2002 in Japan und Südkorea, bei der er durch seine Leistung maßgeblich zum Erreichen des Finales beitrug und mit dem Goldenen Ball als bester WM-Spieler ausgezeichnet wurde. Im Endspiel gegen Brasilien allerdings wehrte er einen Schuss von Rivaldo unglücklich vor die Füße Ronaldos ab, der damit das 1:0 erzielte. Im August 2004, nach der für Deutschland eher unglücklich verlaufenen Europameisterschaft in Portugal, wurde Kahns Mannschaftskollege Michael Ballack vom FC Bayern München neuer Kapitän der Nationalmannschaft.
Im Vorfeld der Weltmeisterschaft 2006 im eigenen Land konkurrierte Kahn mit Jens Lehmann um den Posten des Stammtorwarts. Bundestrainer Jürgen Klinsmann hatte seit August 2004 bewusst darauf verzichtet, einen solchen frühzeitig zu benennen. Die Folge war, dass sich die beiden Torhüter über eineinhalb Jahre ein Fernduell um den Stammplatz im deutschen Tor lieferten, was von einem großen Medienecho begleitet wurde.

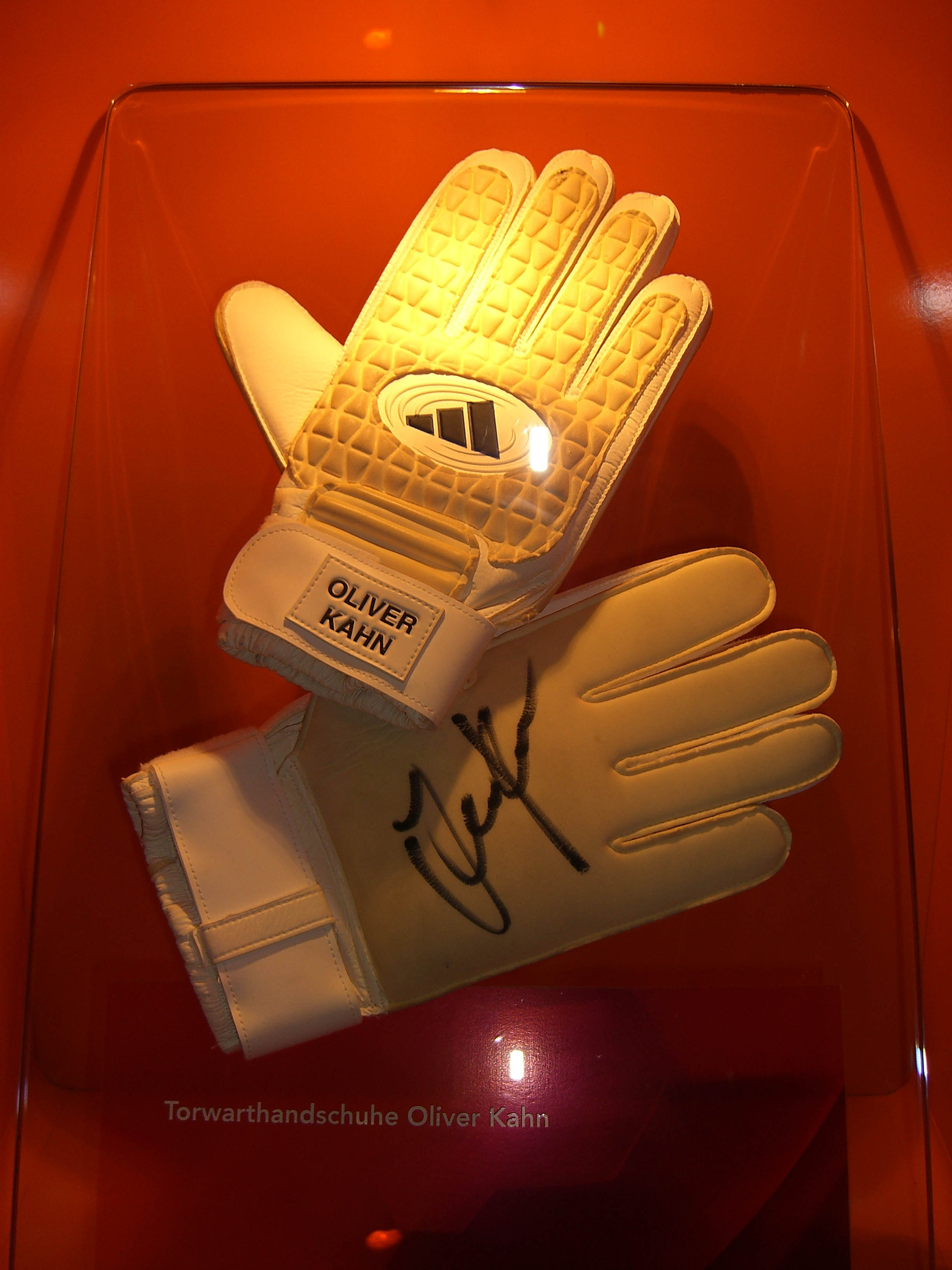
Torwarthandschuhe von Kahn

Am 7. April 2006 wurde der Konkurrenzkampf zugunsten Lehmanns entschieden. Am 10. April 2006 gab Kahn auf einer Pressekonferenz bekannt, dass er bei der Weltmeisterschaft 2006 als zweiter Torhüter zur Verfügung stehe. Beim Spiel um den dritten Platz, das mit 3:1 gegen Portugal gewonnen wurde, stand Kahn noch einmal im Tor der Nationalmannschaft, bevor er nach nunmehr 86 Länderspielen seinen Rücktritt aus der Nationalelf bekanntgab.

## Karriere als Funktionär
Im Januar 2020 wurde Kahn Vorstandsmitglied der FC Bayern München AG, die die Lizenzspielerabteilung des FC Bayern München betreibt. Er unterschrieb einen Fünfjahresvertrag und löste am 1. Juli 2021 Karl-Heinz Rummenigge als Vorstandsvorsitzenden ab. Am 27. Mai 2023, direkt nach der 11. Meisterschaft des Vereins in Folge, wurde bekannt, dass Kahn entlassen wurde. Nach Aussagen des Ehrenpräsidenten des Vereins, Ulrich Hoeneß, folgte diese Entscheidung auf die Unzufriedenheit mit der Arbeit Kahns und seines Beraterstabes auch innerhalb der Fangemeinde und Ultra-Vereinigung. Einer der Vorwürfe an Kahn und den damaligen Sport-Vorstand Hasan Salihamidzic lautet, dass sie das Gehaltsgefüge des Rekordmeisters mit üppigen Spielergehältern nachhaltig zerstört haben. Dort sollen viele Profis jährlich 20 Millionen Euro oder mehr verdienen. Kahn blieb sowohl dem entscheidenden Spiel gegen den 1. FC Köln als auch der anschließenden Meisterfeier in München fern.

## Sonstige Aktivitäten

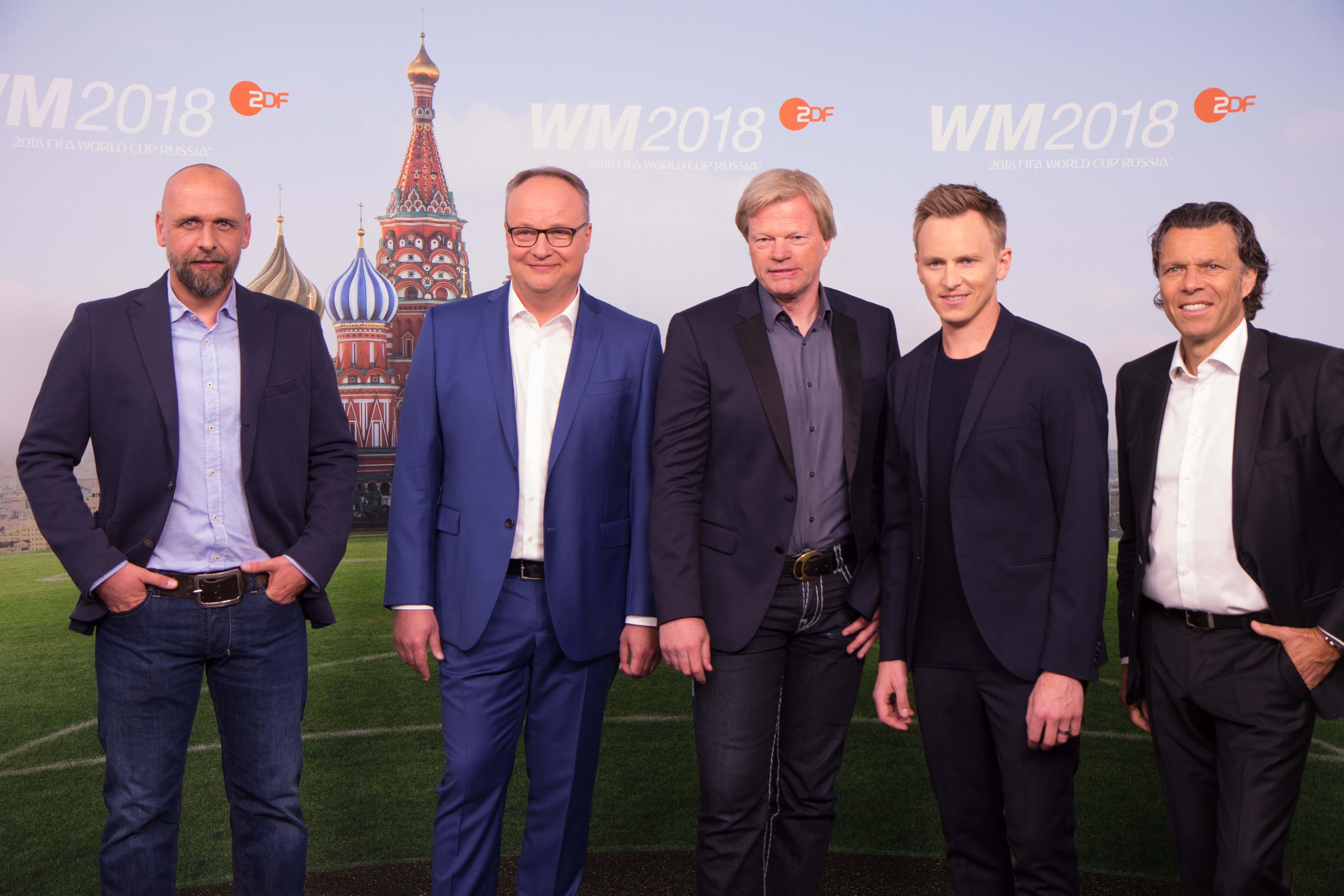
Oliver Kahn (Mitte) während der Berichterstattung des ZDFs zur WM 2018 (von links: Holger Stanislawski, Oliver Welke, Jochen Breyer und Urs Meier)

Im Mai 2004 veröffentlichte Kahn seine Autobiografie Nummer eins. Vier Jahre später folgte sein zweites Buch, Ich. Erfolg kommt von innen. Seit September 2010 ist sein Jugendbuch Du packst es! Wie du schaffst, was du willst auf dem Markt.
Nach der Europameisterschaft 2008 in Österreich und der Schweiz übernahm Kahn den Expertenposten bei Fußballübertragungen des ZDF an der Seite von Johannes B. Kerner, der später von Katrin Müller-Hohenstein abgelöst wurde. Zur Fußball-Europameisterschaft 2012 trat Kahn gemeinsam mit Katrin Müller-Hohenstein in der ZDF-Berichterstattung auf dem Ostseestrand in Usedom als Experte auf. Diese Berichterstattung wurde in einigen Medien kritisiert: Es wurde u. a. bemängelt, dass Kahn „kein Analyse-Feuer entfache“, wie es dem ARD-Experten Mehmet Scholl zuerkannt wurde. Zur Weltmeisterschaft 2014 war Oliver Kahn als Experte an der Seite von Oliver Welke zu sehen.
Im Frühjahr 2009 lehnte Kahn ein Angebot des FC Schalke 04 ab, dort als Manager tätig zu werden.
In Asien gilt Kahn vor allem seit der Weltmeisterschaft 2002 in Japan und Südkorea als ein beliebter Star des deutschen Fußballs, wo er unter anderem auch in einem Werbespot der Shinki-Bank zu sehen war. Ab April 2009 bewertete Kahn als Jurymitglied der Unterhaltungsshow China sucht den Super-Torwart Torhüter im chinesischen Staatsfernsehen (CCTV), das Format wurde letztendlich jedoch nicht ausgestrahlt.
Von Ende 2012 bis 2020 war Oliver Kahn Markenbotschafter des Wettanbieters Tipico. Im Zusammenhang der Partnerschaft der Deutschen Fußballliga mit dem Buchmacher wurde die Rolle Kahns von Transparency International Deutschland problematisiert. Seine Tätigkeit für Tipico widerspreche den Richtlinien des ZDF, nach denen Werbung durch Sportler und Funktionäre wegen ihres Vorbildcharakters zu unterbleiben habe. Transparency International forderte den ZDF-Fernsehrat auf, diese „Kommentatoren-Lücke“ in den eigenen Richtlinien zu beseitigen.
Im Jahr 2016 gründete er das Unternehmen Goalplay, dessen Ziel es ist, Torhüter online zu schulen.
Seit Herbst 2017 unterstützte Kahn den saudi-arabischen Fußballverband bei der Ausbildung von Torhütern. Er sollte diesen langfristig die Methodik des modernen Torwartspiels lehren, dafür wurde eigens eine Akademie namens „Oliver Kahn International Academy“ gegründet. Das Engagement war bis nach der Weltmeisterschaft 2018 in Russland geplant.

## Erfolge und Auszeichnungen

### Nationalmannschaft
- Europameister: 1996 (ohne Einsatz)
- Vizeweltmeister: 2002
- Weltmeisterschafts-Dritter: 2006

### Verein
International
- Champions-League-Sieger: 2001
- Weltpokalsieger: 2001
- UEFA-Cup-Sieger: 1996

Deutschland
- Deutscher Meister (8): 1997, 1999, 2000, 2001, 2003, 2005, 2006, 2008
- DFB-Pokalsieger (6): 1998, 2000, 2003, 2005, 2006, 2008
- DFB-Ligapokalsieger (6): 1997, 1998, 1999, 2000, 2004, 2007 (Rekord)

### Auszeichnungen
International
- IFFHS-Welttorhüter des Jahres: 1999, 2001, 2002
- UEFA-Torhüter des Jahres: 1999, 2000, 2001, 2002 (Rekord, Preis wird nicht mehr vergeben)
- 2. Platz Weltfußballer des Jahres: 2002
- 3. Platz Europas Fußballer des Jahres: 2001, 2002
- Bester Spieler der Weltmeisterschaft (als erster Torhüter): 2002
- Bester Torhüter der Weltmeisterschaft (Lev-Yashin-Preis): 2002
- All-Star-Team der Weltmeisterschaft: 2002
- Man of the Match für seine Leistungen im CL-Finale: 2001
- Fairnesspreis der UEFA: 2001
- Aufnahme in die FIFA 100, eine von der FIFA herausgegebene Liste (ausgewählt von Pelé) mit den 125 besten noch lebenden Fußballern: 2004
- Golden Foot – Legende: 2017
- Rang 7 im All-Time World Goalkeeper Ranking (1987–2023) der IFFHS[30]

National
- Silbernes Lorbeerblatt mit der deutschen Nationalmannschaft: 1996, 2002, 2006
- Deutschlands Fußballer des Jahres: 2000, 2001
- Bester Bundesliga-Torhüter: 1994, 1997, 1998, 1999, 2001
- Mann des Jahres im deutschen Fußball: 2001
- VDV-Spieler des Jahres: 1998, 2001
- Kicker-Torhüter des Jahres: 1994, 1997, 1998, 1999, 2000, 2001, 2002, 2003 (Rekord)
- Bambi: 2001, 2006
- Bayerischer Sportpreis Kategorie „Persönlicher Preis des Bayerischen Ministerpräsidenten“: 2002
- Goldener Ehrenring der Stadt München für seine hervorragenden Verdienste um den Sport in München: 2003
- Sport Bild-Award für die beste Sportidee: 2006
- „Goldener Prometheus 2006“ des Fachmagazins „V.i.S.d.P.“ in der Kategorie „Coup des Jahres“:[31] 2007
- Ehrenspielführer des FC Bayern München 2008
- Mitglied der Hall of Fame des FC Bayern München
- Aufnahme in die Hall of Fame des deutschen Fußballs 2019 (Ehrung erfolgte am 27. Mai 2021.)[32]
- Einstufung als Weltklasse in der Rangliste des deutschen Fußballs: Winter 1996/97, Sommer 1997, Winter 1999/2000, Sommer 2000, Winter 2000/01, Sommer 2001, Winter 2001/02, Sommer 2002
- Deutscher Sportjournalistenpreis als bester Sportexperte: 2015, 2017
- Nominierung für die Goldene Henne (zusammen mit Oliver Welke) – Publikumspreis Entertainment: 2016

## Persönlichkeit und Wirkung in der Öffentlichkeit
In seiner über 20-jährigen Karriere entwickelte sich Kahn zu einer Kultfigur des deutschen Fußballs. Berühmt wurden sein ausgeprägter Ehrgeiz, sein Perfektionismus, seine Aussetzer, seine Attacken auf Gegenspieler und seine Zitate. Nachfolgend einige Beispiele:
- Am 3. April 1999 im Spiel Borussia Dortmund gegen den FC Bayern München näherte sich Kahn Heiko Herrlich derart an, als wollte er ihn in den Hals beißen. Im selben Spiel kniff er ebenfalls Andreas Möller ins Ohr und stürmte mit einem Kung-Fu Tritt aus dem Strafraum heraus, der Stéphane Chapuisat knapp verfehlte.[33][34]
- Am 18. September 1999 im Spiel Eintracht Frankfurt gegen den FC Bayern München stieß Kahn beim Stand von 1:0 für die Eintracht so unglücklich mit seinem Mitspieler Samuel Kuffour zusammen, dass Kahn ohnmächtig wurde, minutenlang behandelt und schließlich in der 55. Minute ausgewechselt werden musste. Später wurde eine schwere Gehirnerschütterung diagnostiziert. Für Oliver Kahn wurde Ersatztorwart Bernd Dreher eingewechselt, der sich jedoch bereits wenige Minuten später einen Kreuzbandriss zuzog. Für ihn wurde nun der Feldspieler Michael Tarnat eingewechselt, der für den Rest der Partie die Torwartrolle übernahm. Dem FC Bayern gelangen noch zwei Tore zum 2:1-Sieg.[35]
- Am 12. April 2000 im Spiel SC Freiburg gegen den FC Bayern München warf ein Zuschauer einen Golfball nach Kahn, der ihn an der Schläfe traf.[36] Die Wunde blutete stark. Nach einer kurzen Begutachtung der Wunde kehrte Kahn ins Tor zurück. Der SC Freiburg musste hierfür später 15.000 DM Strafe bezahlen.
- Am 3. März 2001 im Spiel Hansa Rostock gegen den FC Bayern München eilte Oliver Kahn beim Stand von 3:2 für die Rostocker in den Schlussminuten in den gegnerischen Strafraum, faustete den Ball nach einer Ecke ins Tor und erhielt wegen dieser Regelwidrigkeit daraufhin von Schiedsrichter Markus Merk die Gelb-Rote Karte.[37][38] Später sagte er scherzhaft: „Ein Torwart, dachte ich immer, darf die Hände im Sechzehnmeterraum benutzen.“
- Am 28. September 2002 im Spiel Bayer 04 Leverkusen gegen den FC Bayern München packte Kahn Gegenspieler Thomas Brdarić im Nacken. Kahn und Brdarić wurden hierfür vom Schiedsrichter Hellmut Krug mit der Gelben Karte verwarnt, was in der Öffentlichkeit mit großer Kritik aufgenommen wurde, da eine ähnliche Aktion einige Spieltage zuvor mit einem Platzverweis geahndet worden war.[39]
- Nach einer 0:2-Niederlage auf Schalke am 1. November 2003 antwortete Kahn auf die Frage des Premiere-Reporters Tom Bartels, was den Bayern gefehlt habe: „Eier!“[40][41] Bartels wollte sich vergewissern: „Die Mannschaft hat sich nicht gewehrt. Die Mannschaft hat nicht das gezeigt, was Sie schon seit Wochen eingefordert haben, habe ich Sie richtig verstanden?“ Kahn antwortete mit seinem legendären Satz, mit dem er bis in die Gegenwart verbunden wird: „Ich sag’ ja: ‚Eier, wir brauchen Eier!‘“[42] 2013 veröffentlichte die Fast-Food-Kette McDonald’s in Anlehnung an Kahns Satz eine Werbekampagne mit dem Titel „Deutschland braucht Eier!“, um Werbung für ihren McMuffin Bacon & Egg-Burger, der Eier enthält, zu machen.[43][44][45] Im November 2018 forderte mit Joshua Kimmich erneut ein Bayern-Spieler „Eier“ von seiner Mannschaft ein.[46][47]
- Am 16. April 2005 (29. Spieltag) äußerte Kahn nach einem knappen 1:0-Sieg der Bayern über Hannover 96, welcher für eine Vorentscheidung im Titelkampf 2004/05 sorgte und durch ein Tor in den letzten Spielminuten zustande kam, über den sogenannten Bayern-Dusel: „Aus der Tradition des FC Bayern heraus haben wir gute Nerven. Es gibt kein Glück. Man muss es erzwingen.“[48]
- Nach dem Achtelfinal-Rückspiel der Champions League am 7. März 2007 gegen Real Madrid wurde Kahn nach einer ersten, unbeobachteten Dopingprobe von UEFA-Arzt Franz Krösslhuber aufgefordert, erneut eine Probe und dieses Mal unter Aufsicht abzugeben. Kahn schleuderte daraufhin seinen gefüllten Urinbecher in eine Toilette. Außerdem soll Kahn die Kontrollstation nicht unmittelbar nach Spielende aufgesucht haben, sondern erst einmal unter die Dusche gegangen sein.[49] Wegen der nicht korrekt abgegebenen Dopingprobe und des anschließenden Wutanfalls erhielt Kahn ein Spiel Sperre in der Champions League und eine Geldstrafe in Höhe von 20.000 Schweizer Franken (ca. 12.000 Euro, entsprechend dem damaligen Umrechnungskurs).[50]

Kahn ist auch unter seinem Spitznamen „Der Titan“ bekannt, welchen er während der Fußballweltmeisterschaft 2002 erhielt. 2018 und 2019 erfolgte aufgrund dessen ein Rechtsstreit mit dem Torwarthandschuh-Hersteller T1tan, der mit einem Vergleich endete.
Ende 2022 machte Kahn öffentlich, dass er seit Ende der 1990er-Jahre an Depressionen litt. Er ließ sich dazu von Florian Holsboer psychiatrisch behandeln.

## Rezeption in der Populärkultur
2002 widmete ihm die Leipziger Musikgruppe Die Prinzen den Song Olli Kahn.

## Soziales Engagement
Oliver Kahn unterstützt mit der Münchner Straßenfußball-Liga buntkicktgut, der Justin-Rockola-Soforthilfe und der Sepp-Herberger-Stiftung drei soziale Projekte. Außerdem hat er die Oliver Kahn Stiftung ins Leben gerufen, die seit Herbst 2011 mit der Roland Berger Stiftung an Schulen in neun Bundesländern zusammenarbeitet. Die Stiftung arbeitet mit dem selbstentwickelten Programm „Du packst es!“, das die Motivation von Schülern steigern soll. Die Stiftung trägt dazu bei, aus Oliver Kahn, dem Sporthelden, Oliver Kahn, die Sportmarke zu gestalten.

## Publikationen
- Nummer eins. Droemer/Knaur, München 2004, ISBN 3-426-27346-2.
- Ich. Erfolg kommt von innen. Riva Premium Verlag, München 2008, ISBN 978-3-936994-99-5.
- Du packst es! Wie du schaffst, was du willst. Pendo Verlag, München und Zürich 2010, ISBN 978-3-86612-279-6.

## Dokumentarfilm
- Marin Martschewski: Oliver Kahn … und die Dinge des Lebens, Dokumentarfilm, 60 Minuten, Erstausstrahlung auf 3sat am 11. Mai 2006[54]